# Colombiamyrfågel
Colombiamyrfågel (Cercomacroides parkeri) är en fågel i familjen myrfåglar inom ordningen tättingar.

## Utbredning
Fågeln förekommer Anderna i västra delen av centrala Colombia.

## Status
IUCN kategoriserar arten som livskraftig.

## Namn
Fågelns vetenskapliga artnamn hedrar Theodore "Ted" Albert Parker III (1953-1993), amerikansk fältornitolog känd för sin kunskap av neotropiska fåglar som omkom i en flygolycka. Tidigare kallades den parkermyrfågel även på svenska, men justerades 2023 till ett enklare och mer informativt namn av BirdLife Sveriges taxonomikommitté.